# Recopa Sudamericana 1996
La Recopa Sudamericana 1996 fue la octava edición del torneo organizado por la Confederación Sudamericana de Fútbol que enfrentaba al campeón de la Copa Libertadores de América con el campeón de la Supercopa Sudamericana.
La competición fue disputada por Grêmio de Brasil, vencedor de la Copa Libertadores 1995, e Independiente de Argentina, ganador de la Supercopa Sudamericana 1995. Los equipos se enfrentaron el día 7 de abril de 1996, en un solo partido llevado a cabo en el Estadio Conmemorativo de la Universiada de la ciudad de Kōbe, Japón. El campeón fue Grêmio, que ganó el encuentro por 4-1, siendo la mayor diferencia de goles en la historia del certamen en finales de un solo partido.
Erróneamente, esta edición ha sido registrada por Rec.Sport.Soccer Statistics Foundation (RSSSF) como correspondiente a la temporada 1995, lo cual no es efectivo, ya que la Confederación Sudamericana de Fútbol (Conmebol) confirmó en 2007 que se trata de la edición de 1996 del torneo internacional.

## Equipos participantes
| Grêmio        |  | Bandera de Brasil    |  | Campeón de la Copa Libertadores (1995)      |
| Independiente |  | Bandera de Argentina |  | Campeón de la Supercopa Sudamericana (1995) |

## Sede
| Japón                                                                                                |                                         |
| Ciudad                                                                                               | Estadio                                 |
| Kōbe                                                                                                 | Estadio Conmemorativo de la Universiada |
| Night view of the CBD · Nankin-machi · Ikuta Shrine · The Former Thomas House · Akashi Kaikyo Bridge |                                         |
| 45 000 espectadores                                                                                  |                                         |

## El partido
| Bandera de Brasil | vs. | Bandera de Argentina |
| Grêmio 4          | vs. | Independiente 1      |

| 7 de abril de 1996 | Grêmio                                                                         | 4:1 (2:1) | Independiente  | Estadio Conmemorativo de la Universiada, Kōbe                 |                                                               |
|                    | Mário Jardel 19' · Carlos Miguel 45+6' · Adílson Batista 70' · Paulo Nunes 80' |           | 22' Burruchaga | Asistencia: 30.000 espectadores Árbitro(s): Epifanio González | Asistencia: 30.000 espectadores Árbitro(s): Epifanio González |

| 1          | POR        | Danrlei             | 25' |
| 2          | DEF        | Francisco Arce      |     |
| 3          | DEF        | Catalino Rivarola   |     |
| 4          | DEF        | Adílson Batista     |     |
| 6          | DEF        | Roger Machado       |     |
| 5          | MED        | João Antônio        |     |
| 8          | MED        | Goiano              |     |
| 10         | MED        | Ailton              | 76' |
| 11         | MED        | Carlos Miguel       |     |
| 7          | DEL        | Paulo Nunes         | 90' |
| 9          | DEL        | Mário Jardel        |     |
| Entrenador | Entrenador | Luiz Felipe Scolari |     |

| 1          | POR        | Faryd Mondragón     |     |
| 2          | DEF        | Néstor Clausen      |     |
| 3          | DEF        | Pablo Rotchen       |     |
| 4          | DEF        | José Serrizuela     |     |
| 5          | DEF        | Juan Carlos Ramírez | 66' |
| 7          | MED        | Diego Cagna         | 62' |
| 6          | MED        | Roberto Acuña       |     |
| 11         | MED        | Cristian Domizzi    |     |
| 10         | DEL        | Jorge Burruchaga    |     |
| 9          | DEL        | Javier Mazzoni      | 70' |
| 8          | DEL        | Roberto Molina      |     |
| Entrenador | Entrenador | Gregorio Pérez      |     |

| 12 | POR | Murilo  | 25' |
| 15 | MED | Émerson | 76' |
| 17 | DEL | Sílvio  | 90' |

| 18 | MED | José Luis Calderón | 66' |
| 15 | MED | Carlos Bustos      | 62' |
| 17 | MED | Gabriel Álvez      | 70' |

| Anotado         | 19'   | Mário Jardel    |
| Anotado         | 45+6' | Carlos Miguel   |
| Anotado · Penal | 70'   | Adílson Batista |
| Anotado         | 80'   | Paulo Nunes     |

| Anotado · Penal | 22' | Jorge Burruchaga |

| Árbitro | Epifanio González |

| 1          | POR        | Danrlei             | 25' |
| 2          | DEF        | Francisco Arce      |     |
| 3          | DEF        | Catalino Rivarola   |     |
| 4          | DEF        | Adílson Batista     |     |
| 6          | DEF        | Roger Machado       |     |
| 5          | MED        | João Antônio        |     |
| 8          | MED        | Goiano              |     |
| 10         | MED        | Ailton              | 76' |
| 11         | MED        | Carlos Miguel       |     |
| 7          | DEL        | Paulo Nunes         | 90' |
| 9          | DEL        | Mário Jardel        |     |
| Entrenador | Entrenador | Luiz Felipe Scolari |     |

| 1          | POR        | Faryd Mondragón     |     |
| 2          | DEF        | Néstor Clausen      |     |
| 3          | DEF        | Pablo Rotchen       |     |
| 4          | DEF        | José Serrizuela     |     |
| 5          | DEF        | Juan Carlos Ramírez | 66' |
| 7          | MED        | Diego Cagna         | 62' |
| 6          | MED        | Roberto Acuña       |     |
| 11         | MED        | Cristian Domizzi    |     |
| 10         | DEL        | Jorge Burruchaga    |     |
| 9          | DEL        | Javier Mazzoni      | 70' |
| 8          | DEL        | Roberto Molina      |     |
| Entrenador | Entrenador | Gregorio Pérez      |     |

| 12 | POR | Murilo  | 25' |
| 15 | MED | Émerson | 76' |
| 17 | DEL | Sílvio  | 90' |

| 18 | MED | José Luis Calderón | 66' |
| 15 | MED | Carlos Bustos      | 62' |
| 17 | MED | Gabriel Álvez      | 70' |

| Anotado         | 19'   | Mário Jardel    |
| Anotado         | 45+6' | Carlos Miguel   |
| Anotado · Penal | 70'   | Adílson Batista |
| Anotado         | 80'   | Paulo Nunes     |

| Anotado · Penal | 22' | Jorge Burruchaga |

| Árbitro | Epifanio González |

|                            |
| Bandera de Brasil          |
| Campeón Grêmio 1.er título |